# Vòng loại Giải vô địch bóng đá thế giới 1962
Tổng cộng có 56 đội tuyển quốc gia đăng ký tham dự vòng loại Giải vô địch bóng đá thế giới 1962, nhằm cạnh tranh cho 16 suất tham dự vòng chung kết. Trong đó, Chile với tư cách là nước chủ nhà và Brasil với tư cách là đương kim vô địch được đặc cách vào thẳng, các đội tuyển tranh tài 14 suất còn lại.
Như các kỳ World Cup trước đó, thể thức và quy định vòng loại được áp dụng khác nhau tùy theo từng liên đoàn châu lục. Bốn khu vực được đánh giá là yếu hơn — gồm Bắc Mỹ (NAFC), Trung Mỹ và Caribe (CCCF), châu Phi (CAF) và châu Á (AFC) — không được đảm bảo suất trực tiếp đến vòng chung kết. Thay vào đó, các đội thắng ở các khu vực này phải bước vào vòng play-off liên lục địa với một đại diện từ châu Âu (UEFA) hoặc Nam Mỹ (CONMEBOL), và chỉ đội thắng play-off mới giành quyền tham dự vòng chung kết.

## Thể thức
16 suất tham dự vòng chung kết World Cup 1962 được phân bổ cho các khu vực châu lục như sau:
- Châu Âu (UEFA): 8 suất trực tiếp + 2 suất play-off liên lục địa (gặp các đội từ CAF và AFC), với tổng cộng 30 đội tham dự (bao gồm cả Israel và Ethiopia).
- Nam Mỹ (CONMEBOL): 5 suất (bao gồm 2 suất đặc cách cho Chile và Brazil) + 1 suất play-off liên lục địa (gặp đội từ CCCF/NAFC), với 7 đội còn lại tranh 3,5 suất.
- Bắc, Trung Mỹ và Caribe (CCCF/NAFC): 1 suất play-off liên lục địa (gặp đội từ CONMEBOL), có 8 đội tham dự.
- Châu Phi (CAF): 1 suất play-off liên lục địa (gặp đội từ UEFA), có 6 đội tham dự.
- Châu Á (AFC): 1 suất play-off liên lục địa (gặp đội từ UEFA), với 3 đội tham dự.

Tổng cộng có 49 đội đã thi đấu ít nhất một trận vòng loại. Qua 92 trận, có 325 bàn thắng được ghi, trung bình 3,53 bàn/trận.

## Vòng loại khu vực

### AFC
Vòng loại châu Á diễn ra dưới hình thức vòng tròn một lượt đi và về. Ba đội tuyển đối đầu với nhau theo thể thức sân nhà – sân khách. Đội dẫn đầu bảng sẽ giành quyền bước vào vòng play-off liên lục địa gặp đại diện châu Âu (UEFA).
| VT | Đội       | ST | T | H | B | BT | BB | HS | Đ | Giành quyền tham dự            |  |     |     |   |
| -- | --------- | -- | - | - | - | -- | -- | -- | - | ------------------------------ |  | --- | --- | - |
| 1  | Hàn Quốc  | 2  | 2 | 0 | 0 | 4  | 1  | +3 | 4 | Play-off liên lục địa UEFA/AFC |  | —   | 2–1 | — |
| 2  | Nhật Bản  | 2  | 0 | 0 | 2 | 1  | 4  | −3 | 0 |                                |  | 0–2 | —   | — |
| 3  | Indonesia | 0  | 0 | 0 | 0 | 0  | 0  | 0  | 0 | Rút lui                        |  | —   | —   | — |

### CAF
Vòng loại khu vực châu Phi gồm hai vòng:
- Vòng 1: 6 đội tuyển được chia thành 3 bảng, mỗi bảng gồm 2 đội. Các đội thi đấu theo thể thức sân nhà – sân khách. Đội thắng ở mỗi bảng giành quyền vào vòng cuối.
- Vòng cuối: 3 đội vượt qua vòng đầu tiếp tục thi đấu vòng tròn lượt đi – lượt về. Đội đứng đầu bảng sẽ giành quyền vào vòng play-off liên lục địa UEFA/CAF.

### CCCF và NAFC
Vòng loại khu vực này cũng gồm hai vòng:
- Vòng 1: 7 đội tuyển tham gia (sau khi Canada rút lui trước khi giải bắt đầu), được chia thành 3 bảng: Bảng 1: gồm các đội Bắc Mỹ và Mexico, Bảng 2: gồm các đội Trung Mỹ, Bảng 3: gồm các đội Caribe. Các đội trong từng bảng thi đấu theo thể thức sân nhà – sân khách. Đội đầu bảng sẽ vào vòng cuối.
- Vòng cuối: 3 đội đầu bảng tiếp tục thi đấu vòng tròn lượt đi – lượt về. Đội đứng đầu sẽ giành quyền vào vòng play-off liên lục địa với một đại diện từ CONMEBOL (Nam Mỹ).

#### Vòng 2
| VT | Đội                  | ST | T | H | B | BT | BB | HS  | Đ | Giành quyền tham dự                              |     |     |     |     |
| -- | -------------------- | -- | - | - | - | -- | -- | --- | - | ------------------------------------------------ | --- | --- | --- | --- |
| 1  | México               | 4  | 2 | 1 | 1 | 11 | 2  | +9  | 5 | Giành quyền vào vòng play-off CCCF/NAFC–CONMEBOL |     | —   | 4–1 | 7–0 |
| 2  | Costa Rica           | 4  | 2 | 0 | 2 | 8  | 6  | +2  | 4 |                                                  |     | 1–0 | —   | 6–0 |
| 3  | Antille thuộc Hà Lan | 4  | 1 | 1 | 2 | 2  | 13 | −11 | 3 |                                                  | 0–0 | 2–0 | —   |     |

### CONMEBOL
Trong số 7 đội còn lại (sau khi Brazil và Chile được đặc cách), Paraguay được chọn ngẫu nhiên để vào thẳng vòng play-off liên lục địa với đại diện từ CCCF/NAFC. 6 đội còn lại được chia thành 3 cặp đấu (2 đội mỗi cặp), thi đấu theo thể thức sân nhà – sân khách. Đội thắng mỗi cặp sẽ giành quyền trực tiếp dự vòng chung kết.

### UEFA
30 đội tuyển khu vực châu Âu được chia thành 10 bảng, mỗi bảng có thể có số lượng đội và thể thức thi đấu khác nhau:
- Bảng 1, 2, 3, 4, 5, 6 và 8: mỗi bảng gồm 3 đội. Các đội thi đấu vòng tròn sân nhà – sân khách. Đội đầu bảng sẽ giành vé. Trong trường hợp hai đội đầu bằng điểm, sẽ tổ chức thêm một trận play-off trên sân trung lập để phân định suất đi tiếp.
- Bảng 7: gồm 5 đội, thi đấu theo thể thức loại trực tiếp sân nhà – sân khách. Đội thắng chung cuộc sẽ giành quyền tham dự vòng chung kết.
- Bảng 9: gồm 2 đội. Hai đội thi đấu sân nhà – sân khách. Đội thắng sẽ vào vòng play-off liên lục địa UEFA/CAF. Nếu hai đội hòa điểm, sẽ đá trận play-off trên sân trung lập.
- Bảng 10: gồm 2 đội, thi đấu sân nhà – sân khách. Đội thắng sẽ vào vòng play-off liên lục địa UEFA/AFC. Nếu hai đội bằng điểm, sẽ đá trận play-off trên sân trung lập.

## Play-offs liên lục địa
Trong mỗi trận play-off, các đội thi đấu với nhau theo thể thức lượt đi – lượt về (sân nhà và sân khách). Đội thắng chung cuộc sẽ giành quyền tham dự vòng chung kết.

### CAF v UEFA
| Đội 1 | TTS | Đội 2       | Lượt đi | Lượt về |
| ----- | --- | ----------- | ------- | ------- |
| Maroc | 2–4 | Tây Ban Nha | 0–1     | 2–3     |

Tây Ban Nha thắng với tổng tỷ số 4–2 và giành quyền tham dự Giải vô địch bóng đá thế giới 1962.

### UEFA v AFC
| Đội 1  | TTS | Đội 2    | Lượt đi | Lượt về |
| ------ | --- | -------- | ------- | ------- |
| Nam Tư | 8–2 | Hàn Quốc | 5–1     | 3–1     |

Nam Tư thắng với tổng tỷ số 8–2 và giành quyền tham dự Giải vô địch bóng đá thế giới 1962

### CCCF/NAFC v CONMEBOL
| Đội 1  | TTS | Đội 2    | Lượt đi | Lượt về |
| ------ | --- | -------- | ------- | ------- |
| México | 1–0 | Paraguay | 1–0     | 0–0     |

Mexico thắng với tổng tỷ số 1–0 và giành quyền tham dự Giải vô địch bóng đá thế giới 1962.

## Đội tuyển vượt qua vòng loại

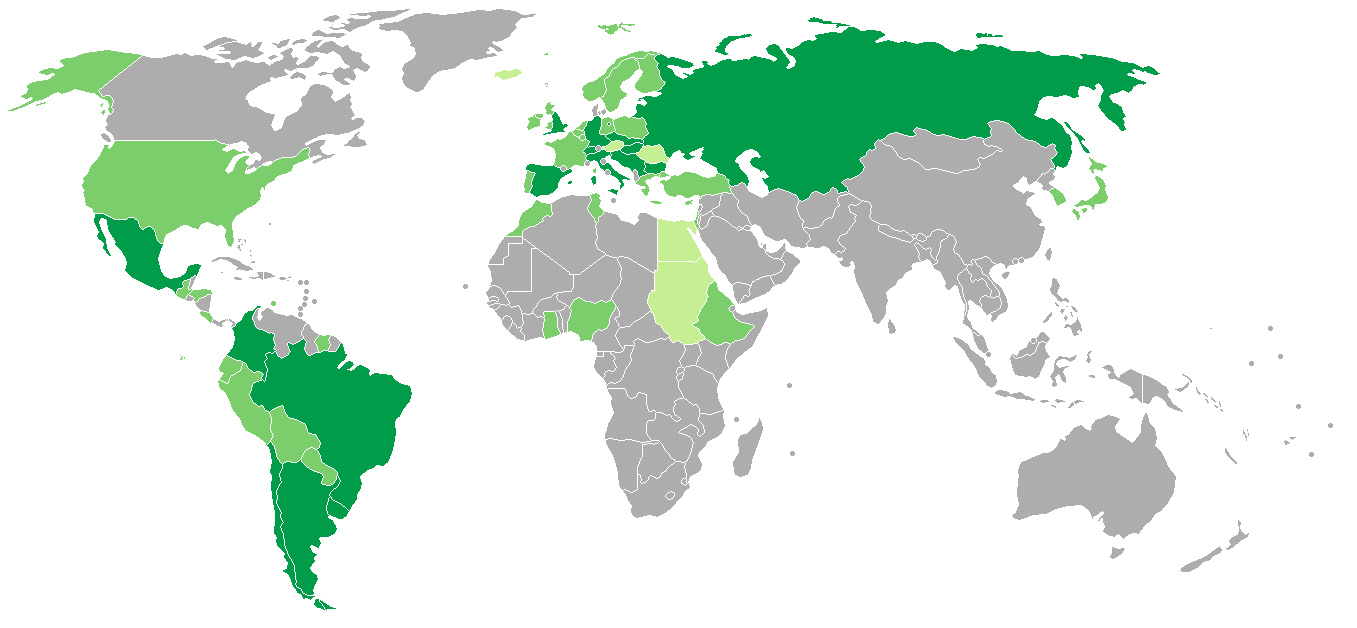
Vòng loại FIFA World Cup 1962

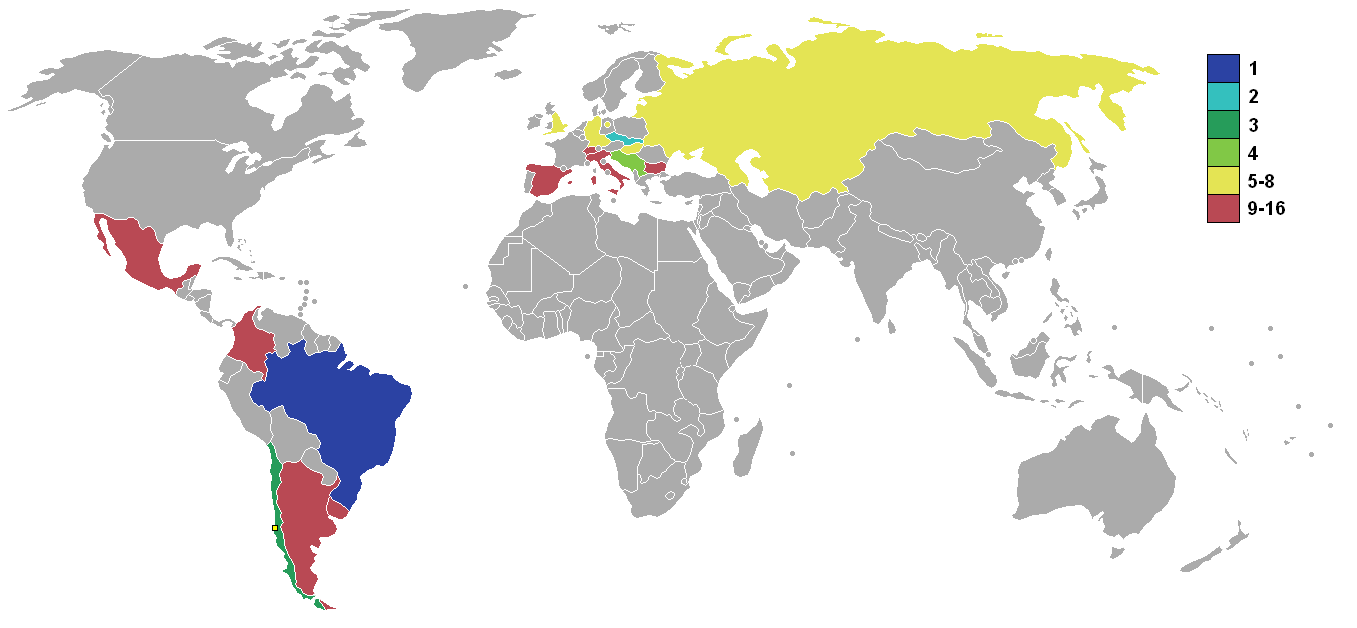
Quốc gia vượt qua vòng loại

| Đội tuyển                  | Ngày vượt qua vòng loại | Số lần tham dự vòng chung kết | Chuỗi tham dự liên tiếp | Lần tham dự cuối cùng |
| -------------------------- | ----------------------- | ----------------------------- | ----------------------- | --------------------- |
| Argentina                  | 17 tháng 12 năm 1960    | 4                             | 2                       | 1958                  |
| Brasil (đương kim vô địch) | 29 tháng 6 năm 1958     | 7                             | 7                       | 1958                  |
| Bulgaria                   | 16 tháng 11 năm 1961    | 1                             | 1                       | —                     |
| Chile (chủ nhà)            | 11 tháng 6 năm 1956     | 3                             | 1                       | 1950                  |
| Colombia                   | 7 tháng 5 năm 1961      | 1                             | 1                       | —                     |
| Tiệp Khắc                  | 29 tháng 11 năm 1961    | 5                             | 3                       | 1958                  |
| Anh                        | 25 tháng 10 năm 1961    | 4                             | 4                       | 1958                  |
| Hungary                    | 10 tháng 11 năm 1961    | 5                             | 3                       | 1958                  |
| Ý                          | 4 tháng 11 năm 1961     | 5                             | 1                       | 1954                  |
| México                     | 5 tháng 11 năm 1961     | 5                             | 4                       | 1958                  |
| Tây Ban Nha                | 23 tháng 11 năm 1961    | 3                             | 1                       | 1950                  |
| Thụy Sĩ                    | 12 tháng 11 năm 1961    | 5                             | 1                       | 1954                  |
| Uruguay                    | 30 tháng 7 năm 1961     | 4                             | 1                       | 1954                  |
| Liên Xô                    | 12 tháng 11 năm 1961    | 2                             | 2                       | 1958                  |
| Tây Đức                    | 22 tháng 10 năm 1961    | 5                             | 3                       | 1958                  |
| Nam Tư                     | 26 tháng 11 năm 1961    | 5                             | 4                       | 1958                  |

## Cầu thủ ghi bàn
7 bàn thắng
- Andrej Kvašňák

6 bàn thắng
- Juan Ulloa
- Salvador Reyes Monteón

5 bàn thắng
- Adolf Scherer
- Bobby Charlton
- Yngve Brodd
- Charles Antenen

4 bàn thắng
- Rubén Jiménez
- Marvin Rodríguez
- Tomáš Pospíchal
- Francisco López Contreras
- Nahum Stelmach
- Omar Sivori
- Francisco Flores
- Yaúca
- Chung Soon-cheon
- Milan Galić

3 bàn thắng
- Oreste Omar Corbatta
- Jimmy Greaves
- Maryan Wisnieski
- Edward Acquah
- Andreas Papaemmanouil
- Lajos Tichy
- Yehoshua Glazer
- Shlomo Levi
- Mario Corso
- Ady Schmit
- Sigfrido Mercado
- Abdallah Azhar
- Billy McAdams
- Ralph Brand
- Ian St. John
- Rune Börjesson
- Metin Oktay
- Albert Brülls
- Gert Dörfel
- Uwe Seeler

2 bàn thắng
- Martín Pando
- José Francisco Sanfilippo
- Rubén Héctor Sosa
- Hristo Iliev
- Dimitar Yakimov
- Manrique Quesada
- Rigoberto Rojas
- Michalis Shialis
- Dieter Erler
- Carlos Alberto Raffo
- Ray Pointer
- Bobby Smith
- Kai Pahlman
- Jacques Faivre
- Augusto Espinoza
- Carlos Humberto Suazo
- János Göröcs
- Károly Sándor
- Eduardo González Palmer
- Mohamed Khalfi
- Henk Groot
- Tonny van der Linden
- Eduvigis Rudolfo Dirksz
- Edwin Miliano Loran
- Dejo Fayemi
- Jimmy McIlroy
- Jim McLaughlin
- José Águas
- David Herd
- Denis Law
- Alex Young
- Yoo Pan-soon
- Valentin Bubukin
- Mikheil Meskhi
- Slava Metreveli
- Viktor Ponedelnik
- Alfredo Di Stéfano
- Agne Simonsson
- Robert Ballaman
- Heinz Schneiter
- Dragoslav Šekularac

1 bàn thắng
- Ricardo José Maria Ramaciotti
- Roger Claessen
- Paul van Himst
- Marcel Paeschen
- Máximo Alcócer
- Wilfredo Camacho
- Todor Diev
- Ivan Petkov Kolev
- Petar Velichkov
- Eusebio Escobar
- Héctor Garzon González
- Carlos Vivo Goban
- Álvaro Grant MacDonald
- Jorge Hernán Monge
- Walter Pearson
- Jiří Hledík
- Josef Jelínek
- Josef Kadraba
- Josef Masopust
- Peter Ducke
- Alberto Pedro Spencer
- John Connelly
- Ron Flowers
- Johnny Haynes
- Dennis Viollet
- Mohammed Awad
- Luciano Vassalo
- Sauli Pietiläinen
- Lucien Cossou
- Jean-Jacques Marcel
- Roger Piantoni
- Ernest Schultz
- Joseph Ujlaki
- Edward Boateng
- Aggrey Fynn
- Mohamadu Salisu
- Fred Masella
- Ronald Leaky
- Flórián Albert
- Máté Fenyvesi
- Tivadar Monostori
- Ernő Solymosi
- Amby Fogarty
- Johnny Giles
- Joe Haverty
- Boaz Kofman
- Shlomo Nahari
- Reuven Young
- José Altafini
- Antonio Angelillo
- Francisco Lojacono
- Koji Sasaki
- Camille Dimmer
- Nicolas Hoffmann
- Raúl Cárdenas
- Isidoro Díaz
- Crescencio Gutiérrez
- Lahcen Chicha
- Sellam Riahi
- Godwin Emenako
- Bjørn Borgen
- Eldar Hansen
- Roald Jensen
- Faustino Delgado
- Lucjan Brychczy
- Jan Szmidt
- Mário Coluna
- Eusébio
- Gennadi Gusarov
- Aleksei Mamykin
- Valery Voronin
- Enrique Collar
- Marcelino
- Joaquín Peiró
- Alfonso Rodríguez Salas
- Luis del Sol
- August Foe a Man
- Torbjörn Jonsson
- Norbert Eschmann
- Rolf Wüthrich
- Abdelmajid Chetali
- Brahim Kerrit
- Rached Meddeb
- Abdelmajid Tlemçani
- Aydın Yelken
- Helmut Bicek
- Carl Fister
- Al Zerhusen
- Ángel Cabrera
- Luis Alberto Cubilla
- Guillermo Escalada
- Ivor Allchurch
- Phil Woosnam
- Helmut Haller
- Richard Kreß
- Zvezdan Čebinac
- Dražan Jerković
- Tomislav Kaloperović
- Bora Kostić
- Petar Radaković

1 bàn phản lưới nhà
- Romulo Gómez (trong trận gặp Argentina)
- Fernand Brosius (trong trận gặp Bồ Đào Nha)